# DETERMINATIONS
DETERMINATIONS（デタミネーションズ）は大阪府出身の9人組スカバンドである。1990年結成。2002年ユニバーサルミュージックよりメジャーデビュー。2004年8月解散。バンド名はスカタライツの曲名に由来し、「結束」という意味。

## メンバー
- 高津直由（こうづ なおよし）ボーカル・パーカション
- 松井仁（まつい ひとし）ギター
- 松井茂（まつい しげる）ベース
- 市原大資（いちはら だいすけ）トランペット・フルート
- 市原貴子（いちはら たかこ）オルガン・ピアノ・ピアニカ
- 巽朗（たつみ あきら）ソプラノ・アルトサックス
- 福永有次（ふくなが ゆうじ）テナーサックス
- 足達晋一（あだち しんいち）トロンボーン
- 大野大輔（おおの だいすけ）ドラム

## ディスコグラフィー

### アルバム
1. Ska Champion（1996年7月21日）Olive Disk & Records
  1. SKA CHAMPION
  2. LOVE ME DO
  3. RESPONSIBLE
  4. LET'S BE FRIENDS
  5. COOKED SKA
  6. JUDO SECT
  7. SILVER MIST
  8. GOODY GOODY
2. This is DETERMINATIONS（1999年3月20日/2001年9月14日）Zion Records
  1. NEW DAY
  2. YIN & YANG
  3. SAYONARA
  4. FOUR FINGER
  5. PERFIDIA
  6. WHEREVER YOU MAYBE
  7. DESPERATE
  8. BENEATH THE SKA MOON
  9. TOP OF THE WORLD
  10. LOVE
3. full of determination（2000年6月21日）オーバーヒートミュージック
  1. GOLD STAR
  2. TIPSY
  3. IN THE SHADE
  4. BLOCKADE
  5. UNDER MY SKIN
  6. LONE GAZER
  7. BABY WHY
  8. THE PRESENT POSITION
4. Chat Chat Determination（2002年9月27日）ユニバーサルミュージック
  1. BAYON
  2. JUDGE-MENTO
  3. RIVER
  4. ON TOUR
  5. TRAIN OF LOVE
  6. MANGO ROCK(SHOCK STEADY)
  7. DESTINY
  8. CAPRICIOUS
  9. δ WAVE
  10. CRAZY
  11. Mt.GEM
  12. BROWN RICE MAN

### 参加作品
- 久保田利伸「Candy Rain」（2001年11月14日）
  - 3.Candy Rain(Instrumental-DETERMINATIONS version-)

## タイアップ一覧
| 年     | 曲名  | タイアップ                                         |
| ------ | ----- | -------------------------------------------------- |
| 2002年 | BAYON | NHK-FM『ミュージック・スクエア』エンディングテーマ |